# Liste der Bodendenkmale in Breddorf
In der Liste der Bodendenkmale in Breddorf sind alle Bodendenkmale der niedersächsischen Gemeinde Breddorf aufgelistet. Die Quelle ist der Denkmalatlas Niedersachsen. 
Der Stand der Liste ist der 3. Dezember 2024.
Allgemein

Breddorf im Landkreis Rotenburg (Wümme)

In den Spalten finden sich folgende Informationen des Bodendenkmales:
Lagegeographische Koordinaten
BezeichnungBezeichnung lt. Denkmalatlas
BeschreibungBeschreibung lt. Denkmalatlas
IDObjekt-ID
BildBild, ggf. zusätzlich mit Link zu weiteren Fotos im Medienarchiv Wikimedia Commons.

## Breddorf
| Lage                       | Bezeichnung            | Beschreibung | ID       | Bild |
| -------------------------- | ---------------------- | --- | -------- | ---- |
| 53° 17′ 16″ N, 9° 5′ 56″ O | Breddorf 11, Grabhügel | Durchmesser ca. 5 m und Höhe ca. 0,4 m. Annähernd rund.                                                                                                  | 28974736 | BW   |
| 53° 17′ 16″ N, 9° 5′ 54″ O | Breddorf 12, Grabhügel | Durchmesser ca. 17 m und Höhe ca. 1,3 m. Rundlich. Nord-Rand leicht von Acker angeschnitten. Verwachsene Eingrabung im Zentrum ca. 3 × 3 m, T bis 0,4 m. | 28974737 | BW   |
| 53° 16′ 28″ N, 9° 6′ 0″ O  | Breddorf 16, Grabhügel | Durchmesser ca. 12 m und Höhe ca. 0,6 m. Annähernd rund. Stark gestört durch Eingrabungen und Suchschnitte.                                              | 28974839 | BW   |
| 53° 16′ 27″ N, 9° 6′ 1″ O  | Breddorf 17, Grabhügel | Durchmesser ca. 14 m und Höhe ca. 1,5 m. Rund. In der Mitte flache Eingrabungsmulde.                                                                     | 28974851 | BW   |
| 53° 16′ 45″ N, 9° 5′ 47″ O | Breddorf 18, Grabhügel | Durchmesser ca. 14,5 m und Höhe ca. 1 m. Rund. An Nordseite 1/4 abgepflügt.                                                                              | 28974853 | BW   |
| 53° 16′ 44″ N, 9° 5′ 49″ O | Breddorf 19, Grabhügel | Durchmesser ca. 10,5 m und Höhe ca. 0,75 m. | 28974733 | BW   |
| 53° 17′ 45″ N, 9° 4′ 43″ O | Breddorf 28, Grabhügel | Durchmesser ca. 15 m und Höhe ca. 1 m. Annähernd rund. Etwas abgeflachte Kuppe.                                                                          | 28974841 | BW   |

### Breddorf 1
- ID:28974850
- Gruppe von ursprünglich zehn Grabhügeln, die bis auf einen Hügel in der Gemarkung Hanstedt in der Gemarkung Breddorf liegen. Acht Grabhügel sind, teilweise mit größeren Störungen, erhalten. Ihr Durchmesser beträgt 5 – 17,5 m, die Höhe 0,3 – 1,4 m.

| Lage                       | Bezeichnung | Beschreibung | ID       | Bild |
| -------------------------- | ----------- | --- | -------- | ---- |
| 53° 17′ 24″ N, 9° 6′ 18″ O | Breddorf 1  | Durchmesser ca. 13 m und Höhe ca. 0,8 m. Rund. | 28973969 | BW   |
| 53° 17′ 24″ N, 9° 6′ 17″ O | Breddorf 3  | Durchmesser ca. 12,3 m und Höhe ca. 0,8 m. Rund, ebenmäßig gewölbt.                                                                               | 28973971 | BW   |
| 53° 17′ 25″ N, 9° 6′ 19″ O | Breddorf 4  | Durchmesser ca. 13 m und Höhe ca. 0,8 m. Rand freigegraben und die herabgeflossene Erde wieder aufgesetzt. Ebenso Eingrabungsmulden verfüllt.     | 28973965 | BW   |
| 53° 17′ 25″ N, 9° 6′ 14″ O | Breddorf 5  | Durchmesser ca. 17,5 m und Höhe ca. 1,4 m. Einkuhlungen, besonders im Südwesten. Beschädigungen durch Sandentnahme im Süden, Westen und Südosten. | 28973966 | BW   |
| 53° 17′ 24″ N, 9° 6′ 18″ O | Breddorf 6  | Dm. 10,9 × 11,1 m; H. 0,3 – 0,5 m. Rund, gleichmäßig gewölbt.                                                                                     | 28974732 | BW   |
| 53° 17′ 25″ N, 9° 6′ 18″ O | Breddorf 53 | Durchmesser ca. 9 m und Höhe ca. 0,4 m. Annähernd rund. Obertägig kaum zu erkennen.                                                               | 28974843 | BW   |
| 53° 17′ 24″ N, 9° 6′ 18″ O | Breddorf 54 | Durchmesser ca. 5 m und Höhe ca. 0,3 m. Rund. | 28974844 | BW   |

## Hanstedt
| Lage                       | Bezeichnung            | Beschreibung                                                                      | ID       | Bild |
| -------------------------- | ---------------------- | --------------------------------------------------------------------------------- | -------- | ---- |
| 53° 17′ 24″ N, 9° 6′ 21″ O | Hanstedt 15, Grabhügel | Durchmesser ca. 12 m und Höhe ca. 0,5 m. Annähernd rund. Ränder flach auflaufend. | 28973190 | BW   |